# Barrière Luc
Barrière Luc est un lieu-dit de Wallonie situé en province de Namur à Vodecée (commune de Philippeville, Belgique). Le lieu-dit est un important carrefour routier où se croisent les routes nationales 97 (Philippeville-Liège) et 98 (Vodecée-Ligny). Le carrefour fut transformé en rond-point qui est rehaussé de la présence, en son centre, d’un avion militaire belge, rappelant que la base aérienne de Florennes est toute proche.    
Comme d’autres lieux similaires en Région wallonne de Belgique  (Barrière de Transinne, Barrière de Champlon, etc) le nom de ‘Barrière-Luc’ rappelle que l‘on y percevait dans un lointain passé (avant 1795) un ‘droit de barrière’ sur la N 97 (vers Philippeville), ‘Luc’ étant (sans doute) le nom du propriétaire de la maison où se faisait la perception.   
Il ne s’y trouve que quelques habitations avec, au point le plus haut (303 mètres), une tour de télécommunications. La ‘Barrière Luc’ se trouve en effet sur la ligne de crête séparant les vallées de la Sambre et de la Meuse.   
L’avion - un ‘Thunderstreak’ - endommagé par un camion le 17 janvier 2017 fut réparé et reposé sur son socle en septembre 2018.